# بد میترندورف
بد میترندورف (به آلمانی: Bad Mitterndorf) یک منطقهٔ مسکونی در اتریش است که در ناحیه لیتسن واقع شده‌است. بد میترندورف ۱۱۲٫۵ کیلومتر مربع مساحت دارد. این منطقه مسکونی ۸۰۹ متر بالاتر از سطح دریا واقع شده‌است.

## خواهرخوانده
شهر روتینگن خواهرخواندهٔ بد میترندورف است.